# Guido Fubini
Guido Fubini (Venecia, 19 de enero de 1879-Nueva York, 6 de junio de 1943) fue un matemático italiano conocido por el Teorema de Fubini y la métrica de Fubini-Study.
A una temprana edad, fue orientado en el estudio a la matemática por sus profesores y por su padre, que impartía esa asignatura. 
En 1896, Guido ingresó en la Scuola Normale Superiore di Pisa, donde recibió las enseñanzas de los notables matemáticos Ulisse Dini y Luigi Bianchi. Fubini cobró fama en 1900 con su tesis doctoral, titulada Paralelismo de Clifford en espacios elípticos y que fue discutida extensamente en un trabajo de geometría diferencial publicado por Bianchi en 1902.
Después de terminar su doctorado, Fubini tomó cargos de profesor. En 1901 empezó enseñando en la Universidad de Catania, en Sicilia, poco después pasó a la Universidad de Génova y en 1908 se trasladó al Politécnico de Turín, entonces la Universidad de Turín, donde estuvo por algunas décadas.
Durante este tiempo sus investigaciones se enfocaron principalmente en tópicos de análisis matemático, específicamente en ecuaciones diferenciales, análisis funcional y análisis complejo; pero él también estudió el cálculo variacional, teoría de grupos, geometría no-Euclidiana y geometría proyectiva entre otros temas.
Con el quiebre de la Primera Guerra Mundial, trabajó en asuntos más prácticos, como la puntería de la artillería. Después de la guerra él continuó en esa dirección, dando sus investigaciones frutos en problemas de circuitos eléctricos y acústicos.
En 1939, a la edad de 60 años tuvo un temprano retiro, debido al fascismo de Benito Mussolini y la política antijudía, puesto que Fubini era judío. Por la seguridad de su familia, Fubini aceptó un trabajo en la Universidad de Princeton para enseñar allí. Murió en la ciudad de Nueva York cuatro años más tarde.

## Legado
Un cinturón de asteroides, 22495 Fubini, fue nombrado en su honor.

## Libros
- 1920: Lezioni di analisi matematica (Società Tipografico-Editrice Nazionale, Torino)